# Dernière Chance (chanson)
Pour les articles homonymes, voir Dernière Chance.
Singles de Léa Castel
Pressée de vivre
(2008)
Dernière Chance est une chanson de la chanteuse de RnB Léa Castel et du rappeur Soprano. C'est le premier single extrait de son album, Pressée de vivre sorti le 7 avril 2008. S'il est sorti physiquement en Belgique et en Suisse, en France, il n'est disponible qu'en version téléchargeable sur les plateformes de téléchargement légal.
À noter que la première version de cette chanson provient de la compilation de rap Block Life 4. 

## Liste des pistes
| No | Titre           | Durée |
| -- | --------------- | ----- |
| 1. | Dernière Chance | 3:35  |

## Classement hebdomadaire
| Classement (2008)   | Meilleure position  |
| ------------------- | ------------------- |
| France              | 5[réf. nécessaire]  |
| Belgique (Wallonie) | 36[réf. nécessaire] |
| Suisse              | 66[réf. nécessaire] |